# 上島嘉郎
上島 嘉郎（かみじま よしろう、1958年〈昭和33年〉 - ）は、日本のジャーナリスト。産経新聞社月刊「正論」第2代編集長。

## 来歴
長野県上伊那郡出身。その後、愛媛県松山市に転居。
愛媛県立松山南高等学校卒業後、フリーランスを経て、1991年、産経新聞社に入社。サンケイスポーツ編集局整理部を経て、1995年退職。
その後、1997年に創刊された月刊日本の編集長を務めた。1998年に産経新聞社に復社。以後、2004年月刊「正論」編集部担当部長、2005年、同誌編集長、2006年11月付で別冊正論の編集長を2010年9月末まで兼任（統括編集長）にて歴任。2014年7月31日付で産経新聞社を再度退社。
退社後はフリーのジャーナリストとして「大東亜戦争の研究」など執筆・言論活動を継続。
上島が別冊「正論」の編集長時代にも、インタビューを掲載されている。

## エピソード
- 産経新聞社を一旦退職した過去がある。尊敬していた先輩が会社を退職させられた事に対し、上司に抗議。その後、抗議の意味を込めて自らも退職をした。[4]
- 長年交流がある俳優勝野洋一家による舞台『ホテル モントブランク』で俳優出演している[5]。

## 著作

### 単著
- 『韓国には言うべきことをキッチリ言おう! ―いわれなき対日非難「サクサク反論」ガイド―』ワニブックスPLUS新書、2016年2月。ISBN 978-4870315488。
- 『反日メディアの正体 ―戦後日本に埋め込まれた「GHQ洗脳装置」の闇―』経営科学出版、2018年。ISBN 978-4905319269。

### 共著
- 『渡部昇一、靖国を語る 日本が日本であるためのカギ』PHP研究所、2014年。聞き手
- 日下公人と『大東亜戦争「失敗の本質」』飛鳥新社、2015年11月。ISBN 978-4870314825。
  - 『「優位戦思考」で検証する大東亜戦争、日本の勝機　真摯な敗戦の分析がこの国の未来を拓く』ワニブックスPLUS新書、2020年。ISBN 978-4847061257。

## 出演番組

### 現在

#### テレビ
- Front Japan 桜（日本文化チャンネル桜）

### 過去

#### テレビ
- 真相深入り!虎ノ門ニュース（DHCシアター） - 2016年7月26日、2017年4月18日、2018年11月20日
- 放言BARリークス〜酒と政治とおカネと女〜（DHCシアター）
- 桜プロジェクト（日本文化チャンネル桜）
- モーニングCROSS（TOKYO MX） - 2017年11月19日